# Bernhard Guhl
Bernhard Guhl, né le 10 juin 1972 à Uzwil, originaire de Schlatt est un homme politique suisse, membre du PBD.

## Biographie
En 2011, il est élu au Conseil national. Il est membre de la Commission judiciaire. Il est réélu en 2015 et est membre de la Commission des affaires juridiques, de la Commission des transports et des télécommunications.

## Sources
- « Biographie de Bernhard Guhl », sur le site de l'Assemblée fédérale suisse.